# 湯麵
湯麵是指在湯中加入麵條和其他配料的料理。常見於東亞、東南亚和喜馬拉雅山附近的南亞。使用各種類型的麵條，如米粉、小麥麵和雞蛋麵。

## 種類

### 東亞

#### 中國
- 板麵 – 客家菜，使用扁平狀雞蛋麵。

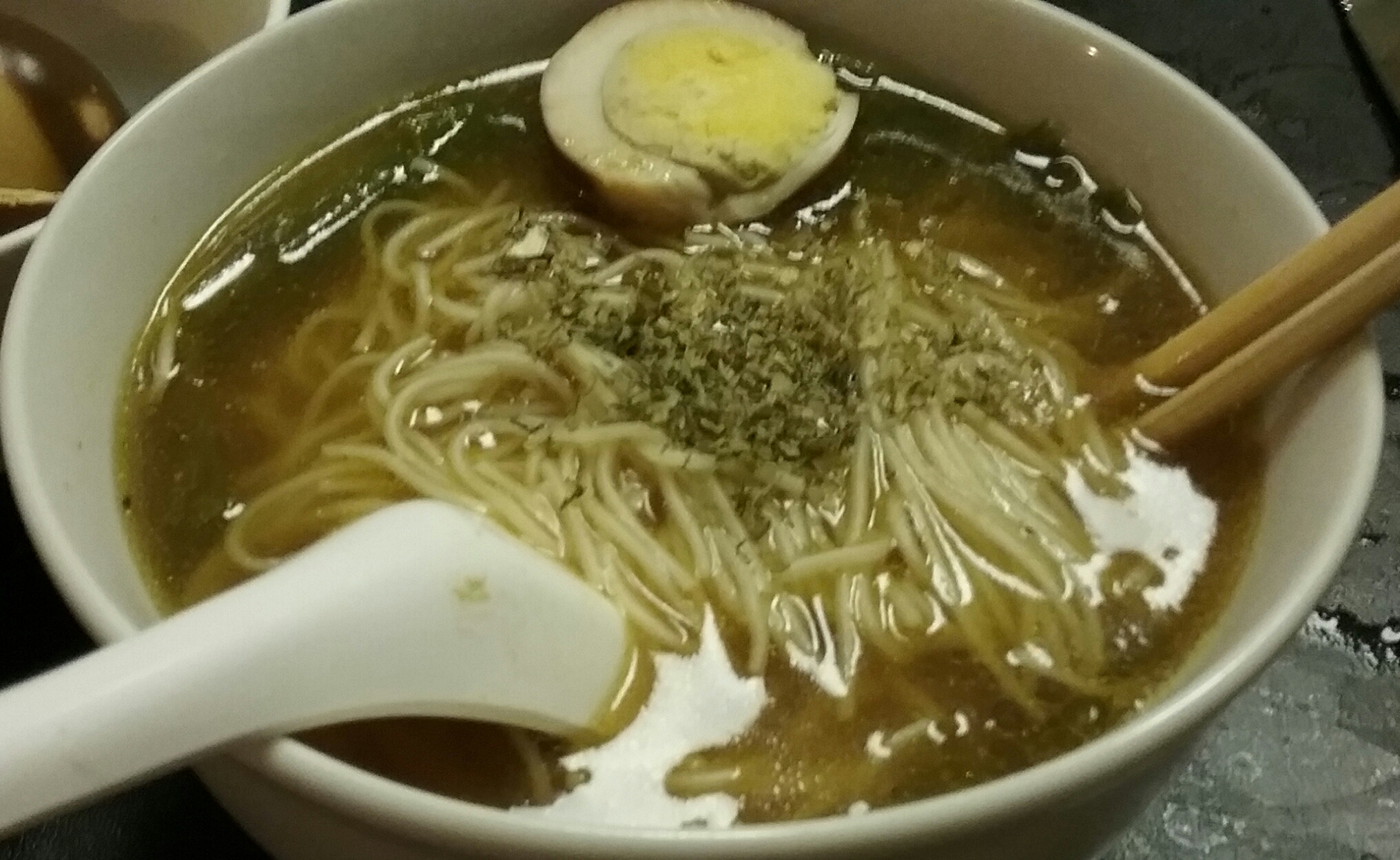
一碗陽春湯麵加半顆滷蛋。

- 小麵 – 是重慶的一種低價位的特色小吃，一般為素麵，用料並不高檔，但是調味料卻非常豐富。
- 上海冷麵 – 上海菜，扁平麵條拌花生醬、醬油和醋，冷食。
- 過橋米線 – 雲南昆明的典型美食，將新鮮米線在滾水中燙半分鐘左右放入碗內，而後在碗內加入各色調料和被稱為「帽子」的醬料，最後再舀入湯料即可。
- 兰州牛肉面 – 由廚師手工現場將麵團拉伸製成麵條後下鍋煮熟，出鍋後加入牛肉老湯，撒上小塊牛肉、辣椒油、香菜、蒜苗而完成。
- 陽春麵 – 一種幾乎不加上任何配菜的湯麵。
- 餛飩麵 – 粤菜，以煮熟的餛飩和雞蛋麵製成。 [1]

#### 日本

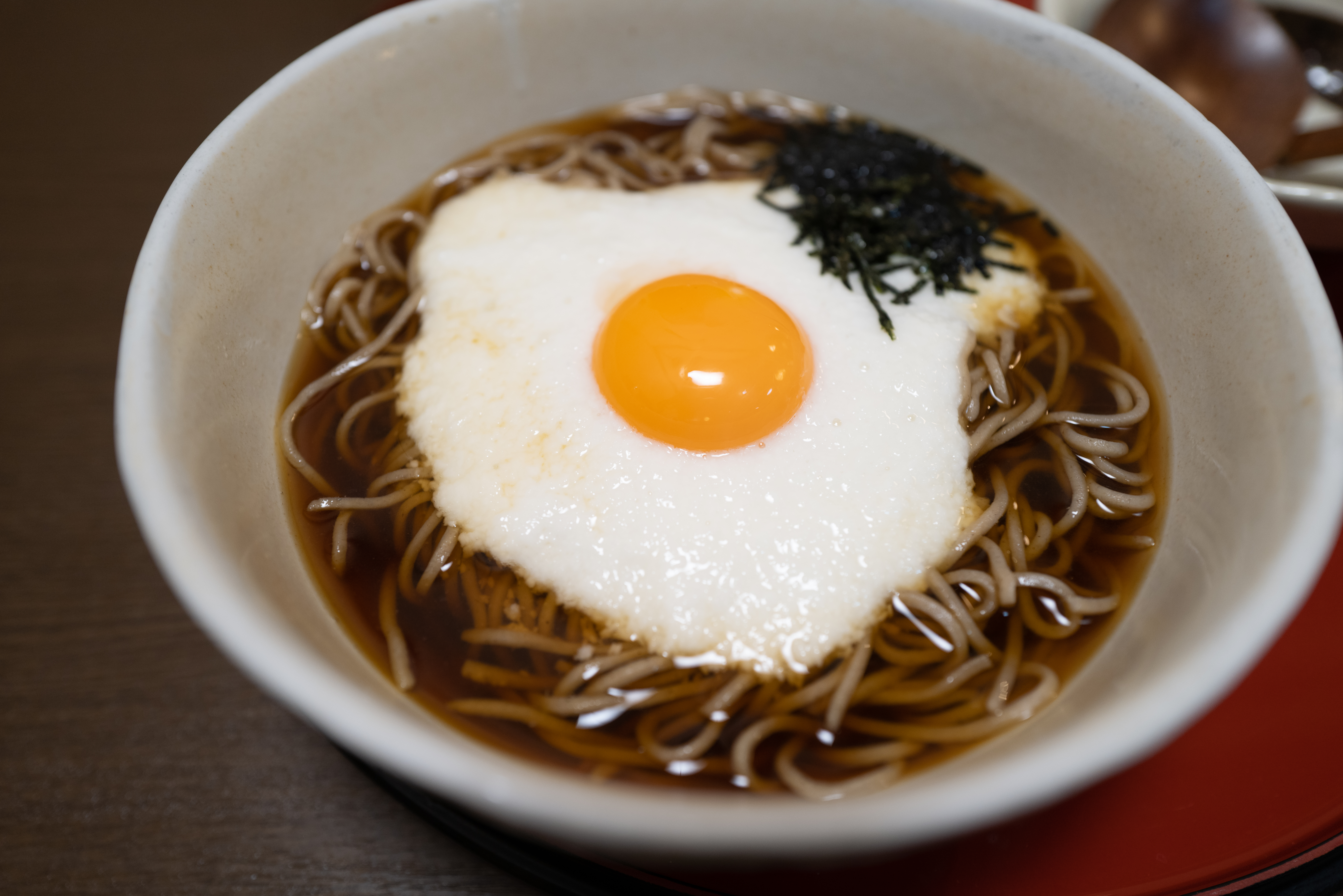
月見山藥泥蕎麥麵

- 傳統的日式湯麵是使用出汁為湯底，配上切碎的青葱。流行的配料包括天婦羅、天婦羅碎屑或油炸豆皮 。
  - 熱蕎麥麵 （日语：そば）– 使用蕎麥麵條。
  - 烏龍麵（日语：うどん）– 使用的烏龍麵是小麥麵條的一種，有些會以日本咖喱做湯底。
- 受中國影響使用的小麥麵條，湯底常見豚骨湯或雞高湯，20 世纪初開始變得非常流行。 [2]
  - 拉麵– 淡黄色细麵條，放入豚骨湯或雞高湯中，用醬油或味噌調味，配以各种配料，如叉燒、筍乾、海苔或糖心蛋。
  - 強棒麵（日语：ちゃんぽん）– 黄色粗麵條，一種加入豬肉、貝類、魚類、蔬菜的雜燴麵食，起源於長崎。
- 沖繩蕎麥麵（日语：冲縄そば）
- 餺飥 – 起源於山梨縣，在味噌湯中加入烏龍麵和蔬菜製成。

#### 韓國

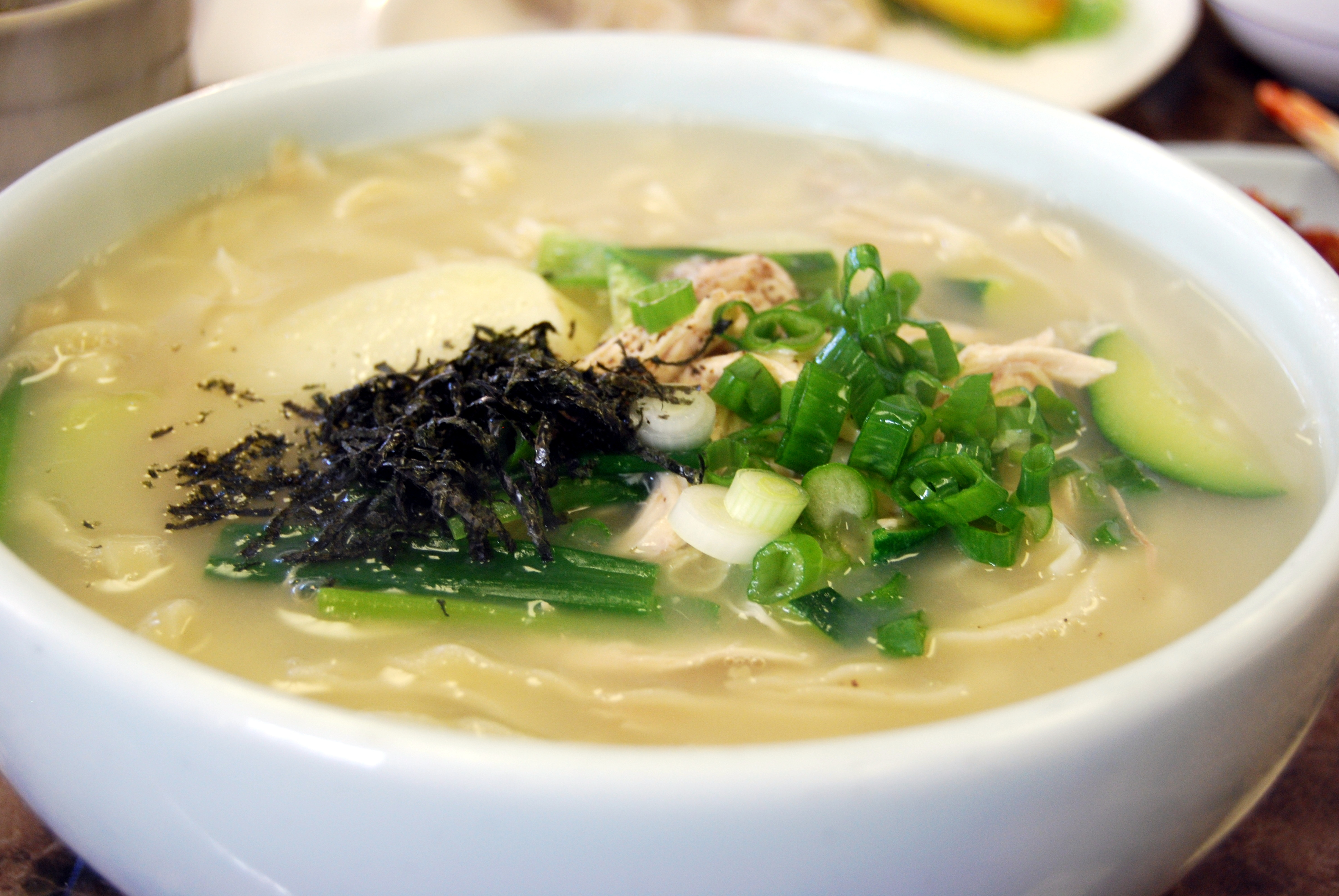
一碗韓式刀削麵

- 韓式宴會麵（英语：Janchi-guksu）
- 炒碼麵 （韓語：짬뽕） – 韓式中餐的一種，湯頭以豬骨熬煮，加入鮮紅的辣椒粉。
- 韓式刀削麵（英语：Kal-guksu）  – 海鲜湯底，麵條為手切小麥麵。
- 蕎麥涼麵（英语：Mak-guksu）  – 蕎麥麵，用冰鮮肉湯調味，有時還配以糖，芥末，香油或醋。
- 朝鮮冷麵 （韓語：냉면） – 湯底為冷牛肉湯，麵條以蕎麥麵為主，配上洋葱、黄瓜絲、切成兩半的水煮蛋和梨片。這道菜在韓國潮濕的夏天很受歡迎。

#### 台灣

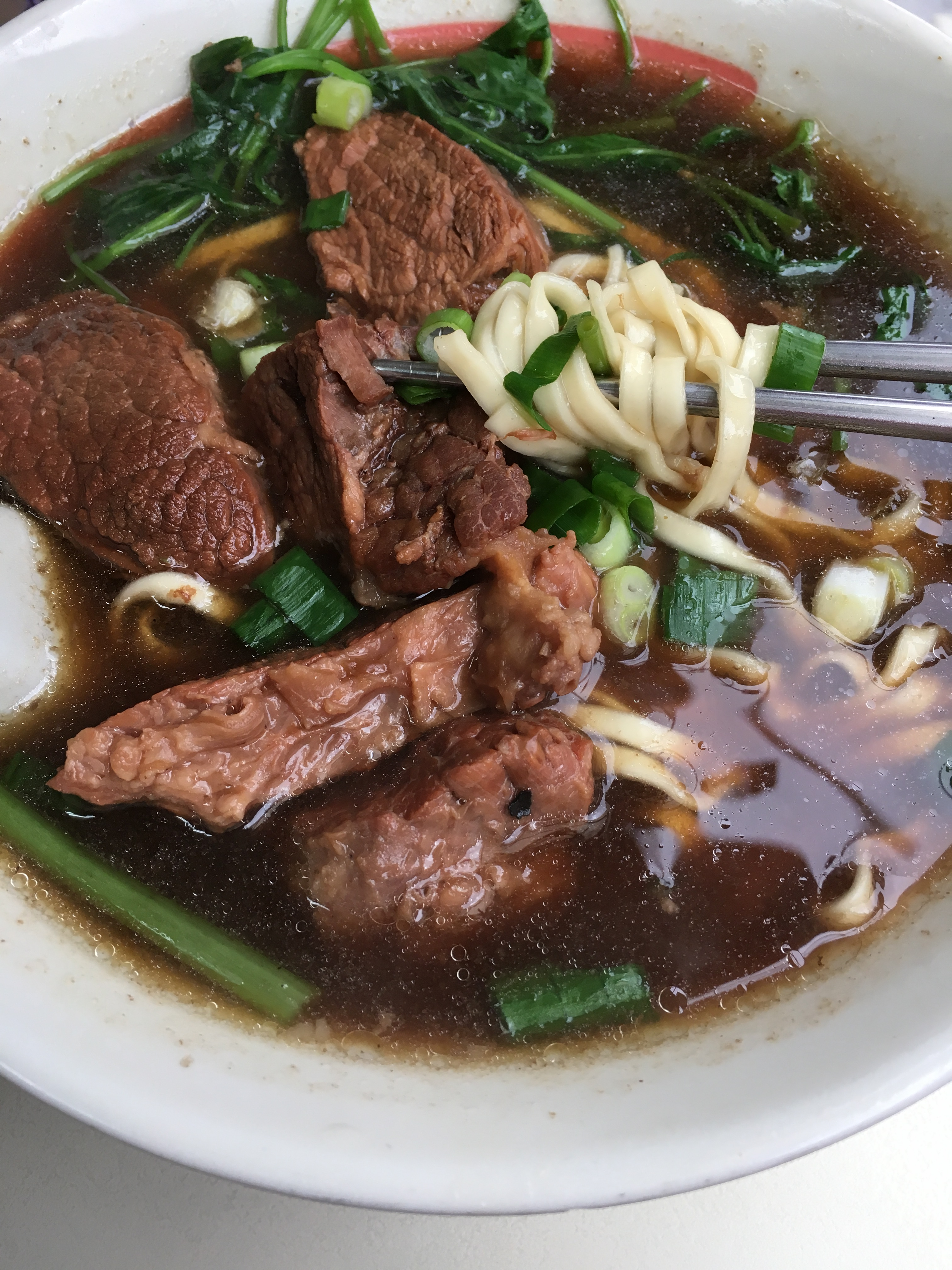
一碗臺灣牛肉麵

- 牛肉麵 – 牛肉湯加入麵條，常常加入好幾大塊燉牛肉。 [3]流行於台灣。 [4]
- 蚵仔麵線 – 一種風行於閩南及臺灣的麵食小吃，是以麵線製成的湯麵。
- 肉羹麵
- 鍋燒意麵

### 東南亞

#### 寮國
- Feu（類似越南河粉）

#### 印尼
- 印尼雞湯
- 爪哇面（英语：Mie jawa）

#### 馬來西亞和新加坡

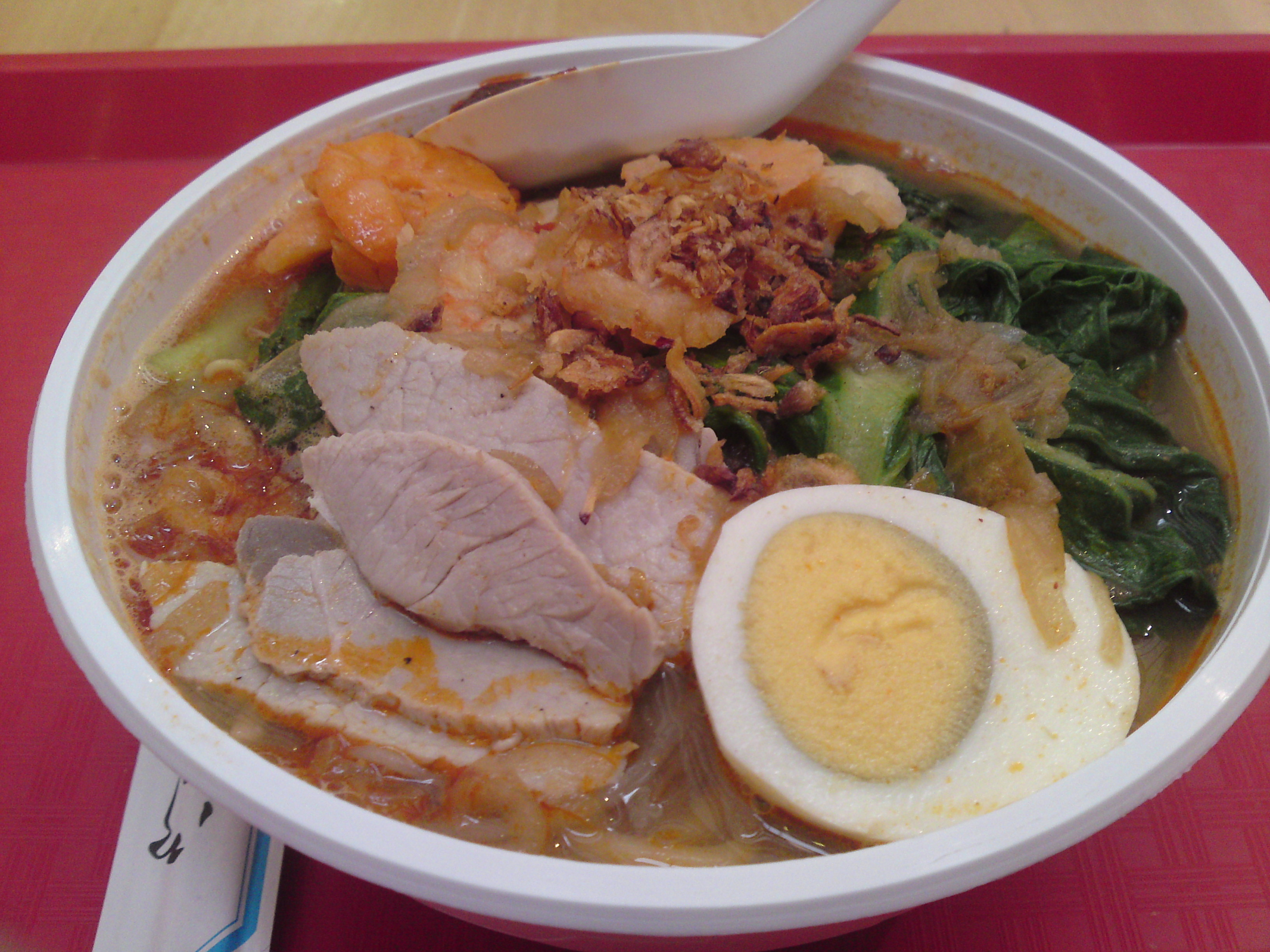
一碗蝦麵

- 亞參叻沙
- 咖哩叻沙
- 砂拉越叻沙
- 福建蝦麵
- 魚頭米粉
- 雞絲河粉
- 豬肉粉
- 三間莊豬肉丸粉
- 滷麵
- 板面
- 爪哇面（英语：Mie jawa）
- 红酒面线
- 肉骨茶面
- 砂锅面

#### 緬甸

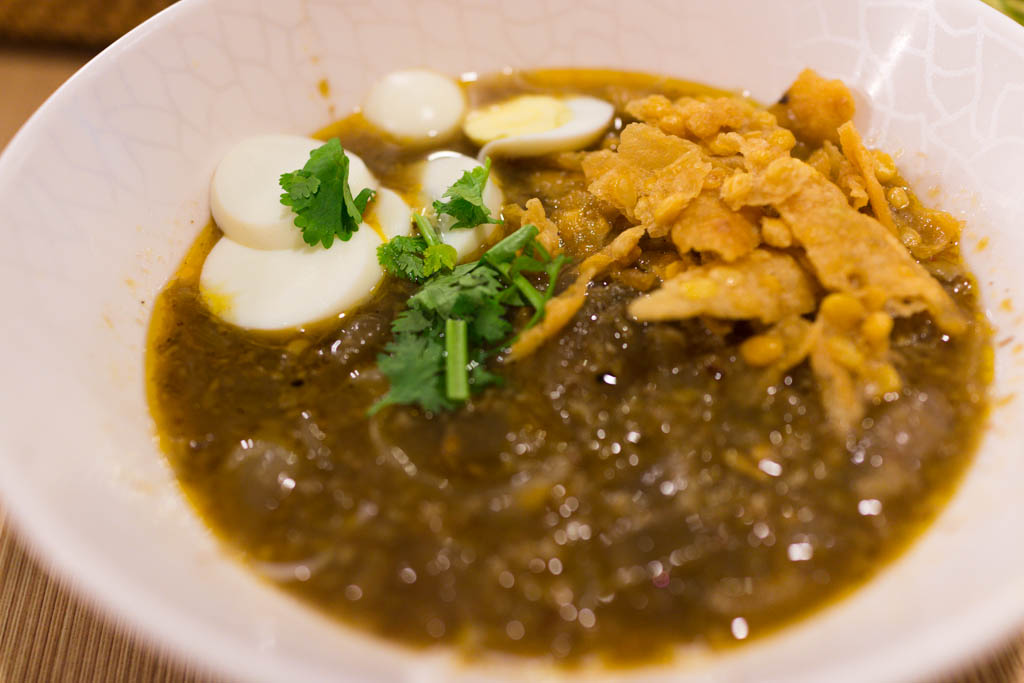
魚湯麵

- 魚湯麵（IPA：[mo̰ʊɰ̃hɪ́ɰ̃ɡá]）

#### 菲律宾
- Miswa（類似麵線）
- Sotanghon（類似冬粉）

#### 泰國

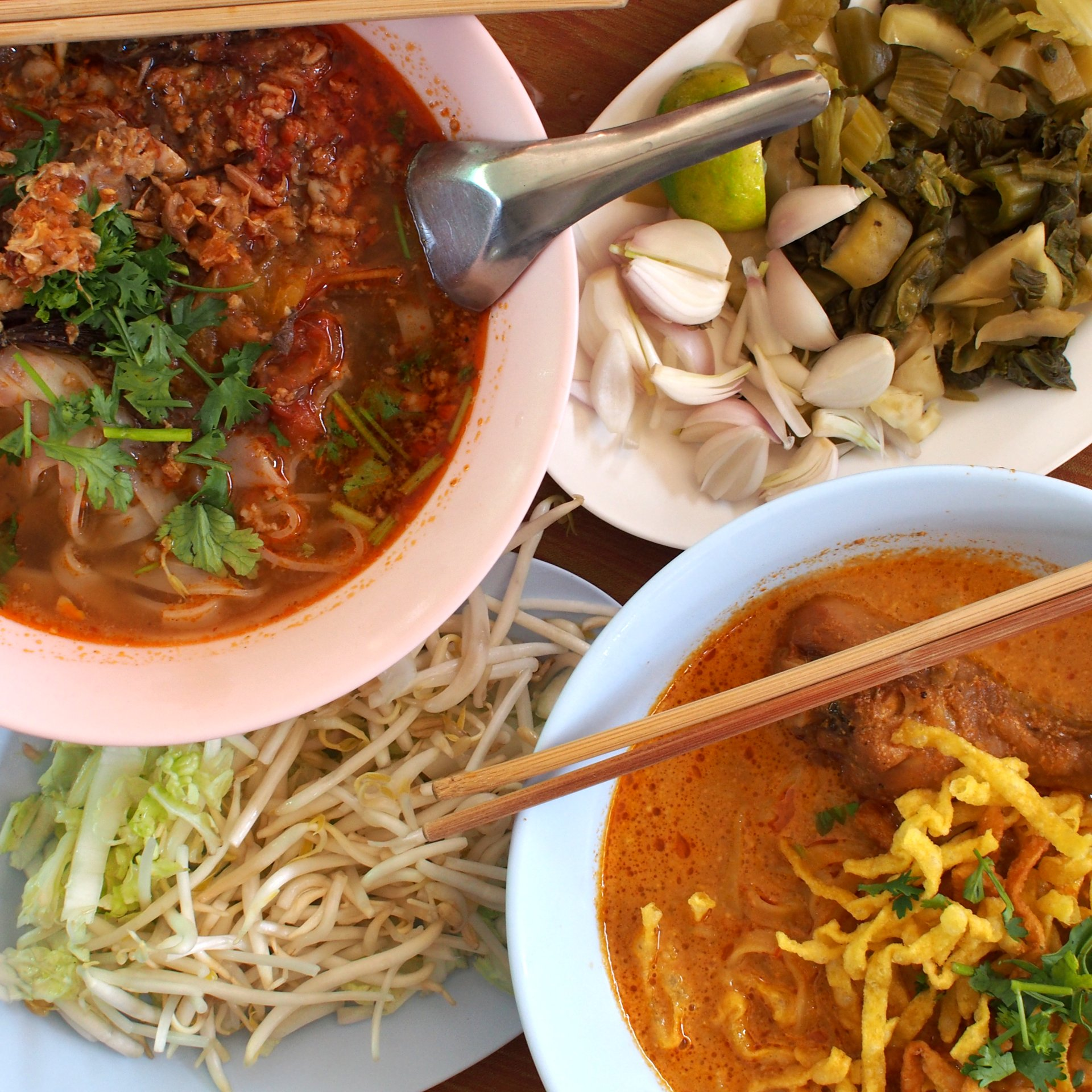
兩種金麵

- 金麵 
- 撣族湯麵 
- 船面

#### 越南

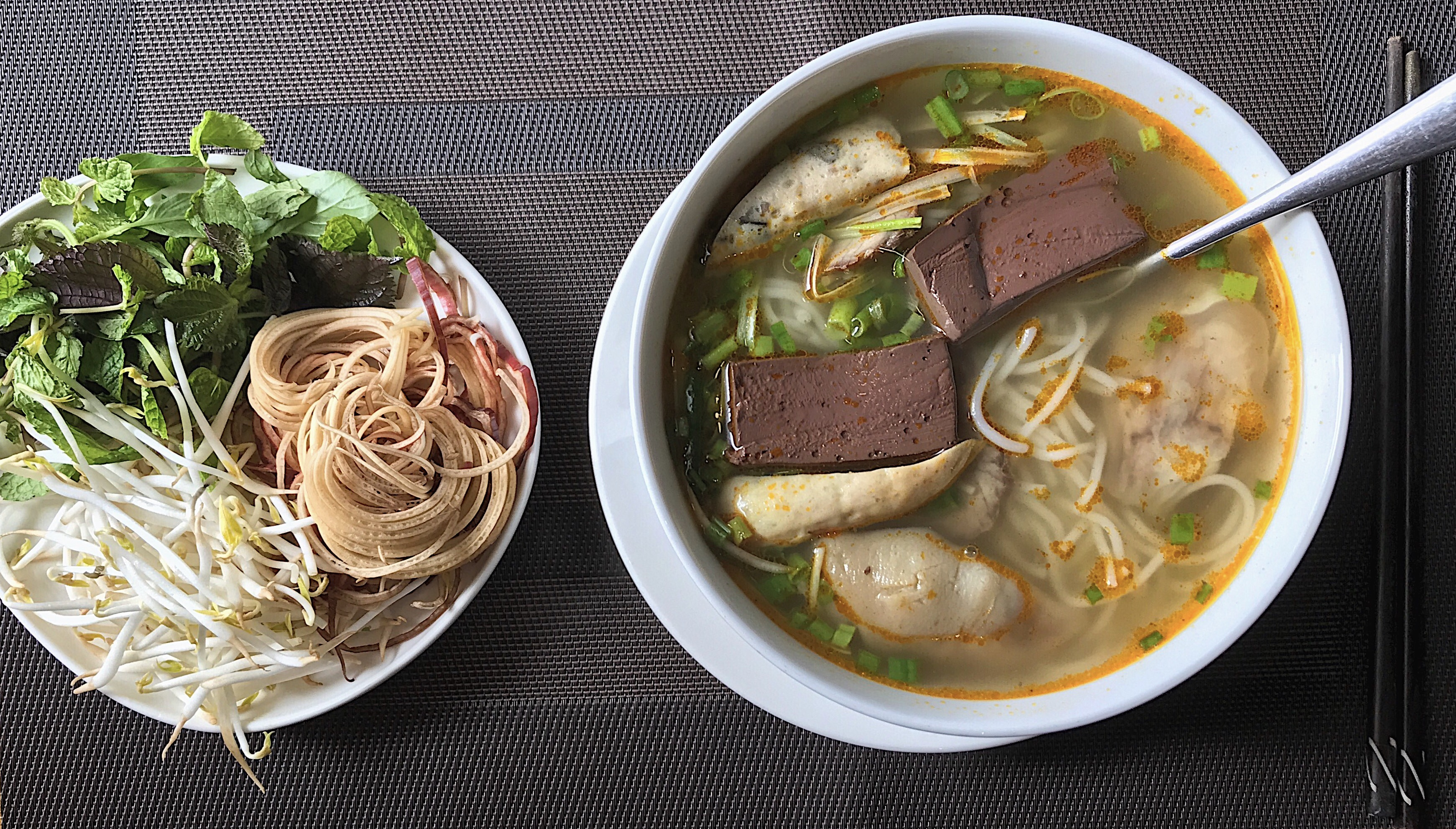
順化牛肉粉

- 順化牛肉粉
- 高樓麵
- 廣南麵
- 越南河粉